# Атила Силаги
Атила Георгиев Силаги е български офицер, полковник.

## Семейство
Атила Силаги е първото от пет деца на Георг Силаги и Павлина Силаги. Роден е на 18 август 1871 г. в Шумен, но семейството се премества в Русе. Макар и не в зряла възраст Атила е свидетел на Руско-турската война и Сръбско-българската война, които оставят траен отпечатък в съзнанието му и той решава да гради военна кариера. Атила е 16-годишен, когато по време на бунта на русофилите, един от водачите насочва пистолет към баща му за да получи медикаменти от аптеката.
Атила Силаги има 4 деца: Елена, Георги, Славчо и Михаил. Елена става съпруга на акад. Асен Иванов Хаджиолов, като техния син Асен Асенов Хаджиолов също е академик и министър. Другите му деца основават прочутата циркова фамилия Силаги.

## Кариера
- постъпва във военно училище на 25 август 1887 г.
- произведен в чин подпоручик на 18 май 1889 г. и назначен подпоручик в 15-и Пехотен ломски полк, където служи с капитан Васил Старцев, баща на Кирил Старцев.
- произведен в чин поручик на 1 януари 1893 г. и служи в 5-и Артилерийски полк
- произведен в чин капитан на 1 януари 1903 г. и отговаря на въоръжението на 9-и артилерийски полк
- произведен в чин майор на 1 януари 1906 г. и назначен за командир на батарея към 9-и артилерийски полк
- на 1 януари 1910 г. е командир на крепостна батарея към 1-ви планински артилерийски полк
- произведен в чин подполковник на 30 октомври 1914 г. и назначен за командир на отделение /дивизион/ от Първи планински артилерийски полк

Участва в Първата световна война като през 1917 г. е командир на полк.

## Смърт
Полковник Атила Силаги, който след войната живее в София става жертва на атентата в църквата „Света Неделя“ на 16 април 1925 г. При взрива Атила Силаги е тежко ранен и умира в дом за военноинвалиди на 16 юни 1925 г. на 55 годишна възраст.